# Karvalics Ottó
Karvalics Ottó János (Pécs, 1947. augusztus 7. –) magyar autószerelő, vállalkozó, politikus, 2010 és 2014 között országgyűlési képviselő (KDNP), 2010-től 2019-ig Barcs polgármestere.

## Élete
Gyermekkorát Barcson töltötte, általános iskolai tanulmányait itt, középiskolai tanulmányait a pécsi Nagy Lajos Gimnáziumban végezte, ahol 1965-ben érettségizett. 1967-ben a pécsi 500-as szakmunkásképzőben autószerelő szakmunkás bizonyítványt, 1979-ben pedig a pécsi Széchenyi Ferenc Szakközépiskolában gépjárműtechnikusi oklevelet szerzett. Eleinte barcsi vállalatoknál dolgozott, előbb szerelőként, majd középvezetőként, 1985-ben pedig kiváltotta a kisipari engedélyt, és azóta szerelőként, illetve szállító kisiparosként, vállalkozóként dolgozott.
A rendszerváltás idején kezdett politikával foglalkozni, az 1990-től Barcs önkormányzati képviselője volt. 1998-től 2010-ig a Somogy megyei közgyűlés tagja, 1998 és 2002 között, illetve 2006-tól 2010-ig Barcs alpolgármestere volt. A Kereszténydemokrata Néppárt és a Fidesz színeiben politizált, a Fidesznek barcsi és választókerületi elnöke, illetve megyei alelnöke is volt. 2010 februárjában országgyűlési képviselő lett, a KDNP Somogy megyei területi listájáról került a parlamentbe, a januárban elhunyt Kuzma László mandátumát vette át. A 2010-es országgyűlési választáson Somogy megye 6. számú, Nagyatád központú választókerületéből szerzett mandátumot a KDNP színeiben. Az Országgyűlésben a kulturális és sajtóbizottság, valamint a foglalkoztatási és munkaügyi bizottság tagja volt. A 2014-es országgyűlési választáson már nem jutott a parlamentbe.
A 2010-es önkormányzati választáson Barcs város polgármesterének választották, majd a 2014-es önkormányzati választáson újraválasztották. Polgármesteri tisztségét 2019-ig töltötte be.
Nős, két gyermek édesapja.